# Akram Boudjemline
 vice champion du monde militaire
Akram Boudjemline, né le 19 mars 1992, est un lutteur algérien pratiquant la lutte gréco-romaine.

## Carrière
Akram Boudjemline est médaillé d'argent aux Championnats d'Afrique juniors de 2010 au Caire dans la catégorie des moins de 74 kg puis médaillé d'or dans la catégorie des moins de 66 kg aux Championnats d'Afrique juniors de 2011 à Alger.
Il remporte la médaille d'argent dans la catégorie des moins de 66 kg aux Championnats d'Afrique de lutte 2013 à N'Djaména puis la médaille d'or dans la catégorie des moins de 71 kg aux Championnats d'Afrique de lutte 2014 à Tunis et la médaille de bronze dans la même catégorie aux Championnats d'Afrique de lutte 2015 à Alexandrie ainsi qu'aux Jeux africains de 2015 à Brazzaville et aux Championnats d'Afrique de lutte 2016 à Alexandrie. 
Il remporte ensuite la médaille d'argent dans la catégorie des moins de 71 kg aux Championnats d'Afrique de lutte 2017 à Marrakech, s'inclinant en finale contre l'Égyptien Ibrahim Ghanem.
Il est médaillé d'or dans la catégorie des moins de 77 kg aux Championnats d'Afrique de lutte 2018 à Port Harcourt. Dans cette catégorie, il est ensuite médaillé de bronze aux Championnats d'Afrique de lutte 2019 à Hammamet et médaillé d'argent aux Championnats d'Afrique de lutte 2023 à Hammamet.

## Famille
Il est le frère ainé du lutteur Adem Boudjemline.